# Daviz Simango
Daviz Mbepo Simango (7 de febrero de 1964 - 22 de febrero de 2021) fue un político mozambiqueño, Presidente del Consejo Municipal de la Orilla. Daviz Simango era hijo del exvicepresidente del Frente de Liberación de Mozambique (FRELIMO) Urias Simango.

## Biografía
Licenciado en Ingeniería civil por la Universidad Eduardo Mondlane, fue miembro del Partido de Convención Nacional (PCN) y de la Resistencia Nacional Mozambiqueña (RENAMO). Fue premiado por la revista Professional Management Review-Africa como el mejor presidente de todos los municipios en Mozambique en el año 2006.
Daviz Simango era el candidato natural a su propia sucesión en las elecciones autárquicas (municipales) fechadas para noviembre de 2008, pero la RENAMO optó por nombrar uno de los sus diputados en la Asamblea de la República como su candidato. Por entonces, un grupo de militantes de aquel partido político inició una campaña para la candidatura independiente de Simango, que vino a ser oficializada el día 5 de septiembre. En las elecciones, realizadas en 19 de noviembre, Daviz Simango fue reelegido con el 61,6% de los votos.
En marzo de 2009 presentó su partido político, el Movimiento Democrático de Mozambique (MDM), en la ciudad de la Orilla, donde fue elegido por votación como presidente. También ejercía a la par de secretario general mientras el partido se organizaba.

## Muerte
Una semana antes del 22 de febrero del 2021 fue trasladado a un hospital sudafricano por una enfermedad que la familia no quiso dar a conocer, terminando en su muerte.